# Mangora uru
Mangora uru là một loài nhện trong họ Araneidae.
Loài này thuộc chi Mangora. Mangora uru được Herbert Walter Levi miêu tả năm 2007.